# Akira Yamada (philosophe)
Pour les articles homonymes, voir Yamada.
Akira Yamada (山田 晶, Yamada Akira, 7 mars 1922 – 29 février 2008) est un universitaire japonais spécialiste de la philosophie médiévale européenne, membre de l'Académie japonaise des sciences depuis 1998.

## Biographie
Yamada est diplômé en 1944 de l'université impériale de Kyoto, classe de philosophie du département de littérature.
- 1951, Instructeur à l'université municipale d'Osaka, département de littérature
- 1955, Professeur assistant à l'université municipale d'Osaka
- 1965, Professeur assistant à l'université de Kyoto, département de littérature
- 1968, Professeur à l'université de Kyoto
- 1976, Directeur du département de littérature de l'université de Kyoto
- 1985, Professeur émérite de l'Université de Kyoto
- 1985–1990, Professeur à l'université Nanzan, département de littérature
- 1990–1997, Maître de conférences à l'Université Nanzan

Yamada est lauréat du prix Jirō Osaragi pour Augustinus kōwa (アウグスティヌス講話) (« conférences sur Augustin ») en 1987. Il est l'auteur de nombreuses études sur Augustin, Thomas Aquinas et autres penseurs médiévaux dont il a traduit et édité les œuvres.
Yamada meurt à l'âge de 85 ans à Kamakura, préfecture de Kanagawa, le 29 février 2008.

## Ouvrages
Tous ces titres sont en japonais.
- Problèmes fondamentaux d'Augustin - 1er livre d'études sur la philosophie médiévale, (1977), Soubunsha,  (ISBN 4-423-17005-1)
- Études sur Thomas Aquinas' ESSE - 2e livre d'études sur la philosophie médiévale, (1978), Soubunsha,  (ISBN 4-423-30038-9)
- Celui qui est l'existant - 3e livre d'études sur la philosophie médiévale, (1979), Soubunsha,
- Études sur Thomas d'Aquin' RES - 4e livre d'études sur la philosophie médiévale, (1986), Soubunsha,
- Anthologie de poèmes - Chants du matin et du soir, (1986), Shinchi shobou
- Lectures sur Augustin, (1986), Shinchi shobou,  (ISBN 4-88018-118-8)
- La christologie de Thomas d'Aquin, (1999), Soubunsha,  (ISBN 4-423-30106-7)

### Traductions et autres
- Thomas Aquinas Summa Thelogiae, Soubunsha, (Yamada translated many volumes in this translation programme.)
- The World Fine Books, 14th vol. - Augustinus, ed. et translation, (1968), Chuou-Kouronsha,  (ISBN 4-12-400094-4)
- The World Fine Books, 2nd season, 5th vol. - Thomas Aquinas, ed. et translation, (1975), Chuou-Kouronsha,  (ISBN 4-12-400094-4)

## Source de la traduction
- (en) Cet article est partiellement ou en totalité issu de l’article de Wikipédia en anglais intitulé « Akira Yamada » (voir la liste des auteurs).